# Younes El Aynaoui
Younes El Aynaoui (født 12. september 1971 i Rabat, Marokko) er en marokkansk tennisspiller, der blev professionel i 1990. Han har igennem sin karriere vundet 5 singletitler, og hans højeste placering på ATP's verdensrangliste er en 14. plads, som han opnåede i marts 2003.

## Grand Slam
El Aynaouis er fire gange nået frem til kvartfinaler i Grand Slam-turneringer. Det var ved henholdsvis Australian Open i 2000 og 2003, og US Open i 2002 og 2003.

## Eksterne links
- Spillerinfo Arkiveret 14. juni 2012 hos  Wayback Machine
- Younes El Aynaouis profil på Sports-Reference OL-resultater (arkiveret) (engelsk)
- Younes El Aynaouis profil på Olympedia (engelsk)
- Younes El Aynaouis profil hos ATP World Tour (engelsk)
- Younes El Aynaouis profil hos ITF Tennis (engelsk)
- Younes El Aynaouis profil hos Davis Cup (engelsk)
- Younes El Aynaouis profil hos ITF Tennis (engelsk)

1. ↑  Navnet er anført på engelsk og stammer fra Wikidata hvor navnet endnu ikke findes på dansk.